# Élections législatives de 2012 en Savoie
Les élections législatives françaises de 2012 se déroulent les 10 et 17 juin 2012. Dans le département de la Savoie, quatre députés sont à élire dans le cadre de quatre circonscriptions, soit une de plus que lors des législatures précédentes, en raison du redécoupage électoral.

## Élus
|   | Circonscription | Député sortant |            | Parti      | Député élu ou réélu |  | Parti |
| - | --------------- | -------------- | ---------- | ---------- | ------------------- |  | ----- |
| ≠ | 1re             | Dominique Dord |            | UMP        | Dominique Dord      |  | UMP   |
| ≠ | 2e              | Hervé Gaymard  |            | UMP        | Hervé Gaymard       |  | UMP   |
| ≠ | 3e              | Michel Bouvard |            | UMP        | Béatrice Santais    |  | PS    |
| + | 4e              | Siège créé     | Siège créé | Siège créé | Bernadette Laclais  |  | PS    |

## Impact du redécoupage territorial
Le département gagne une circonscription et obtient 4 sièges avec le redécoupage qui entraîne des modifications dans les 3 circonscriptions sortantes.
La création de la 4e circonscription entraîne des retraits de cantons dans toutes les autres: la 1re cède les cantons de Chambéry Est et Nord, Le Châtelard et Saint-Alban-Leysse ; la 2e, les cantons de Grésy-sur-Isère et de Saint-Pierre-d'Albigny ; 3e, Chambéry Sud, Sud-Ouest et Cognin.

## Résultats

### Résultats à l'échelle du département
| Parti          | Parti                                   | Premier tour | Premier tour | Second tour | Second tour | Sièges |  |
| Parti          | Parti                                   | Voix         | %            | Voix        | %           | Sièges |  |
| -------------- | --------------------------------------- | ------------ | ------------ | ----------- | ----------- | ------ |  |
|                | Union pour un mouvement populaire       | 40 954       | 23,77        | 47 250      | 29,85       | 2      |  |
|                | Divers droite dont DLR, PCD             | 25 764       | 14,95        | 35 671      | 22,53       | 0      |  |
|                | Droite parlementaire                    | 66 718       | 38,72        | 82 921      | 52,38       | 2      |  |
|                |                                         |              |              |             |             |        |  |
|                | Parti socialiste                        | 42 830       | 24,86        | 57 731      | 37,47       | 2      |  |
|                | Europe Écologie Les Verts               | 19 968       | 11,59        | 17 653      | 11,15       | 0      |  |
|                | Majorité présidentielle                 | 62 798       | 36,45        | 75 384      | 47,62       | 2      |  |
|                |                                         |              |              |             |             |        |  |
|                | Front national                          | 25 767       | 14,95        |             |             | 0      |  |
|                | Front de gauche                         | 10 912       | 6,33         | 0           |             |        |  |
|                | Divers écologiste dont MHAN, AÉI et MÉI | 2 999        | 1,74         | 0           |             |        |  |
|                | Extrême gauche dont LO, NPA et POI      | 2 213        | 1,28         | 0           |             |        |  |
|                | Divers                                  | 892          | 0,52         | 0           |             |        |  |
|                |                                         |              |              |             |             |        |  |
| Inscrits       | Inscrits                                | 299 429      | 100,00       | 299 424     | 100,00      | 4      |  |
| Abstentions    | Abstentions                             | 124 936      | 41,72        | 136 596     | 45,62       |        |  |
| Votants        | Votants                                 | 174 493      | 58,28        | 162 828     | 54,38       |        |  |
| Blancs et nuls | Blancs et nuls                          | 2 194        | 1,26         | 4 523       | 2,78        |        |  |
| Exprimés       | Exprimés                                | 172 299      | 98,74        | 158 305     | 97,22       |        |  |

### Résultats par circonscription

#### Première circonscription (Aix-les-Bains)
| Candidat       | Candidat                     | Parti          | Premier tour | Premier tour | Second tour | Second tour |  |
| Candidat       | Candidat                     | Parti          | Voix         | %            | Voix        | %           |  |
| -------------- | ---------------------------- | -------------- | ------------ | ------------ | ----------- | ----------- |  |
|                | Dominique Dord sortant réélu | UMP            | 22 252       | 46,02        | 26 052      | 59,61       |  |
|                | Alain Caraco                 | EÉLV (PS)      | 13 919       | 28,79        | 17 653      | 40,39       |  |
|                | Véronique Drapeau            | RBM (FN)       | 7 471        | 15,45        |             |             |  |
|                | Brigitte Andreys             | FG (PCF)       | 2 426        | 5,02         |             |             |  |
|                | Frédéric Exertier            | MHAN           | 668          | 1,38         |             |             |  |
|                | Myriam Combet                | NPA            | 506          | 1,05         |             |             |  |
|                | Laurent Levrot               | AÉI            | 491          | 1,02         |             |             |  |
|                | Magalie Perriau              | MÉI            | 452          | 0,93         |             |             |  |
|                | Françoise Lainez             | LO             | 165          | 0,34         |             |             |  |
|                |                              |                |              |              |             |             |  |
| Inscrits       | Inscrits                     | Inscrits       | 82 250       | 100,00       | 82 250      | 100,00      |  |
| Abstentions    | Abstentions                  | Abstentions    | 33 208       | 40,37        | 37 312      | 45,36       |  |
| Votants        | Votants                      | Votants        | 49 042       | 59,63        | 44 938      | 54,64       |  |
| Blancs et nuls | Blancs et nuls               | Blancs et nuls | 692          | 1,41         | 1 233       | 2,74        |  |
| Exprimés       | Exprimés                     | Exprimés       | 48 350       | 98,59        | 43 705      | 97,26       |  |

#### Deuxième circonscription (Albertville)
| Candidat       | Candidat                    | Parti              | Premier tour | Premier tour | Second tour | Second tour |  |
| Candidat       | Candidat                    | Parti              | Voix         | %            | Voix        | %           |  |
| -------------- | --------------------------- | ------------------ | ------------ | ------------ | ----------- | ----------- |  |
|                | Hervé Gaymard sortant réélu | UMP                | 18 702       | 45,88        | 21 198      | 58,19       |  |
|                | François Rieu               | PS                 | 10 856       | 26,63        | 15 230      | 41,81       |  |
|                | Robert Bonnet Ligeon        | RBM (FN)           | 5 430        | 13,32        |             |             |  |
|                | Henri Morandini             | FG (Divers gauche) | 2 863        | 7,02         |             |             |  |
|                | Yves Paccalet               | EÉLV               | 2 252        | 5,53         |             |             |  |
|                | Thierry Bardagi             | AÉI                | 274          | 0,67         |             |             |  |
|                | Orianne Champanhet          | NPA                | 259          | 0,64         |             |             |  |
|                | Alexandre Demeure           | LO                 | 123          | 0,30         |             |             |  |
|                |                             |                    |              |              |             |             |  |
| Inscrits       | Inscrits                    | Inscrits           | 75 056       | 100,00       | 75 062      | 100,00      |  |
| Abstentions    | Abstentions                 | Abstentions        | 33 845       | 45,09        | 37 658      | 50,17       |  |
| Votants        | Votants                     | Votants            | 41 211       | 54,91        | 37 404      | 49,83       |  |
| Blancs et nuls | Blancs et nuls              | Blancs et nuls     | 452          | 1,1          | 976         | 2,61        |  |
| Exprimés       | Exprimés                    | Exprimés           | 40 759       | 98,9         | 36 428      | 97,39       |  |

#### Troisième circonscription (Saint-Jean-de-Maurienne)
| Candidat       | Candidat                  | Parti                    | Premier tour | Premier tour | Second tour | Second tour |  |
| Candidat       | Candidat                  | Parti                    | Voix         | %            | Voix        | %           |  |
| -------------- | ------------------------- | ------------------------ | ------------ | ------------ | ----------- | ----------- |  |
|                | Béatrice Santais élue     | PS                       | 15 576       | 37,26        | 20 980      | 52,06       |  |
|                | Pierre-Marie Charvoz      | Divers droite (PRV, UMP) | 13 685       | 32,76        | 19 317      | 47,94       |  |
|                | Éric Marmillon            | RBM (FN)                 | 6 715        | 16,06        |             |             |  |
|                | Christiane Lehman         | FG (PCF) (FASE)          | 2 807        | 6,71         |             |             |  |
|                | Béatrice Faure            | EÉLV                     | 1 589        | 3,80         |             |             |  |
|                | Albane Vaudron            | DLR                      | 582          | 1,39         |             |             |  |
|                | Ghislaine Socquet Juglard | AÉI                      | 405          | 0,97         |             |             |  |
|                | Régis Moulard             | ALT (NPA),               | 265          | 0,63         |             |             |  |
|                | Pascale Trouve            | LO                       | 165          | 0,39         |             |             |  |
|                | William Larrieu           | Pirate                   | 17           | 0,04         |             |             |  |
|                |                           |                          |              |              |             |             |  |
| Inscrits       | Inscrits                  | Inscrits                 | 70 401       | 100,00       | 70 400      | 100,00      |  |
| Abstentions    | Abstentions               | Abstentions              | 28 043       | 39,83        | 28 925      | 41,09       |  |
| Votants        | Votants                   | Votants                  | 42 358       | 60,17        | 41 475      | 58,91       |  |
| Blancs et nuls | Blancs et nuls            | Blancs et nuls           | 552          | 1,3          | 1 178       | 2,84        |  |
| Exprimés       | Exprimés                  | Exprimés                 | 41 806       | 98,7         | 40 297      | 97,16       |  |

#### Quatrième circonscription (Chambéry)
Nouvelle circonscription
| Candidat       | Candidat                | Parti                    | Premier tour | Premier tour | Second tour | Second tour |  |
| Candidat       | Candidat                | Parti                    | Voix         | %            | Voix        | %           |  |
| -------------- | ----------------------- | ------------------------ | ------------ | ------------ | ----------- | ----------- |  |
|                | Bernadette Laclais élue | PS (PRG)                 | 16 398       | 39,62        | 21 521      | 56,82       |  |
|                | Christiane Brunet       | Divers droite (UMP)      | 11 497       | 27,78        | 16 354      | 43,18       |  |
|                | Joëlle Regairaz         | RBM (FN)                 | 6 151        | 14,86        |             |             |  |
|                | Jean-Claude Bernard     | FG (Divers gauche) (PCF) | 2 816        | 6,80         |             |             |  |
|                | Carole Plassiard-Brunet | EÉLV                     | 2 208        | 5,34         |             |             |  |
|                | Patrice Abeille         | LS                       | 648          | 1,57         |             |             |  |
|                | Laurent Ripart          | NPA                      | 451          | 1,09         |             |             |  |
|                | Mireille Bouvier        | MHAN                     | 423          | 1,02         |             |             |  |
|                | Jean-Marc Vignoli       | AÉI                      | 286          | 0,69         |             |             |  |
|                | Vincent Spehner         | Pirate                   | 227          | 0,55         |             |             |  |
|                | Renée Laurent           | POI                      | 146          | 0,35         |             |             |  |
|                | Élisabeth Thomas        | LO                       | 133          | 0,32         |             |             |  |
|                |                         |                          |              |              |             |             |  |
| Inscrits       | Inscrits                | Inscrits                 | 71 722       | 100,00       | 71 712      | 100,00      |  |
| Abstentions    | Abstentions             | Abstentions              | 29 840       | 41,61        | 32 701      | 45,6        |  |
| Votants        | Votants                 | Votants                  | 41 882       | 58,39        | 39 011      | 54,4        |  |
| Blancs et nuls | Blancs et nuls          | Blancs et nuls           | 498          | 1,19         | 1 136       | 2,91        |  |
| Exprimés       | Exprimés                | Exprimés                 | 41 384       | 98,81        | 37 875      | 97,09       |  |